# James Flynn (Filmproduzent)
James Flynn (* 21. August 1965; † 11. Februar 2023) war ein irischer Film- und Fernsehproduzent.

## Leben
Flynn arbeitete zunächst für die Investment Bank of Ireland, bevor er für die von John Boorman gegründete Filmproduktionsfirma Merlin Films tätig wurde. Von 1993 bis 1997 arbeitete er für das  Irish Film Board. Im Sommer 1997 war er Mitbegründer der Metropolitan Film Productions. Später folgte die Gründung von Octagon Films, die Flynn gemeinsam mit seiner Ehefrau Juanita Wilson und Morgan O’Sullivan betrieb. 
Als Produzent in verschiedenen Positionen war Flynn ab 1998 an mehr als 60 Produktionen für Film und Fernsehen beteiligt. Als Ausführender Produzent wirkte er an der Serie Vikings mit.
Der Kurzfilm The Door brachte ihm 2010 eine Oscar-Nominierung ein.
Flynn starb im Februar 2023 im Alter von 57 Jahren.

## Filmografie (Auswahl)
- 2004: Inside I’m Dancing
- 2009: Ondine – Das Mädchen aus dem Meer
- 2010–2013: Love/Hate (Fernsehserie)
- 2011–2013: Die Borgias (Fernsehserie)
- 2014: Am Sonntag bist du tot (Calvary)
- 2014–2016: Penny Dreadful (Fernsehserie)
- 2017–2019: Into the Badlands (Fernsehserie)
- 2018: Greta
- 2021: The Last Duel
- 2022: The Banshees of Inisherin
- 2022: Verwünscht nochmal (Disenchanted)
- 2022–2023: Harry Wild – Mörderjagd in Dublin